# Блюмин, Борис
Борис Блюмин (англ. Boris Blumin; 11 января 1908, Санкт-Петербург — 16 февраля 1996, Трентон) — канадский шахматист российско-еврейского происхождения.

## Биография
Родился 29 декабря 1907 года (по старому стилю) в Российской Империи. После Октябрьской революции вместе с родителями эмигрировал в Канаду. Семья поселилась в Монреале, где его отец Осиас Блюмин (1873—1964), уроженец Пропойска, служил раввином синагоги Beth David; мать Маргарита Аксельрод (1881—1971) происходила из Ревеля. Много раз участвовал в чемпионатах Канады. Был чемпионом Канады в 1936 и 1937 годах, кроме того, дважды (в 1934 и 1935 годах) выигрывал бронзовые медали. В период с 1933 по 1939 годы пять раз выигрывал чемпионат Монреаля. В 1938 году выиграл бронзовую медаль в открытом чемпионате США.
В августе 1939 года переехал в США. Жил сначала в Нью-Йорке, потом в Трентоне. Выступал в местных шахматных соревнованиях. Последнее спортивное достижение — победа в чемпионате Гамильтонского шахматного клуба в 1986 года.
В последние годы страдал болезнью Альцгеймера. Скончался в своём доме в Трентоне в присутствии жены Нелли Ольшанской (1908—2008) и сына Эдварда Израиля Блюмина (1950—2000).

## Спортивные результаты
| Год  | Город     | Соревнование                    | + | − | = | Результат | Место  |
| ---- | --------- | ------------------------------- | - | - | - | --------- | ------ |
| 1927 | Торонто   | Чемпионат Канады                |   |   |   |           | 9      |
| 1929 | Монреаль  | Чемпионат Канады                |   |   |   |           | 4      |
| 1934 | Торонто   | Чемпионат Канады                |   |   |   |           | 3—4    |
| 1935 | Монреаль  | Чемпионат Канады                |   |   |   |           | 3      |
| 1936 | Торонто   | Чемпионат Канады                |   |   |   |           | 1      |
| 1937 | Квебек    | Чемпионат Канады                |   |   |   |           | 1      |
| 1938 | Бостон    | Открытый чемпионат США          |   |   |   |           | 3—4    |
| 1939 | Нью-Йорк  | Открытый чемпионат США          |   |   |   |           | 11     |
| 1941 | Сент-Луис | Открытый чемпионат США          |   |   |   |           | [ 11 ] |
|      | Нью-Йорк  | Турнир американских шахматистов |   |   |   |           |        |
| 1969 | Нью-Йорк  | Атлантик-опен                   |   |   |   |           |        |